# Remsen (Iowa)
Remsen ist eine Kleinstadt (mit dem Status „City“) im Plymouth County im US-amerikanischen Bundesstaat Iowa. Im Jahr 2010 hatte Remsen 1663 Einwohner, deren Zahl sich bis 2016 auf 1650 verringerte. Das U.S. Census Bureau hat bei der Volkszählung 2020 eine Einwohnerzahl von 1.678 ermittelt.
Remsen ist Teil der Sioux City metropolitan area, die sich auch über die Staatsgrenzen nach Nebraska und South Dakota erstreckt.

## Geografie
Remsen liegt im Nordwesten Iowas südlich des Deep Creek, der über den Willow Creek, den Floyd River und den Missouri zum Stromgebiet des Mississippi gehört.
Die Schnittpunkte der Bundesstaaten Iowa, South Dakota und Minnesota sowie der Staaten Iowa, South Dakota und Nebraska liegen 125 km nordnordwestlich sowie 64 km südwestlich von Remsen.
Die geografischen Koordinaten von Remsen sind 42° 48′ 53″ nördlicher Breite und 95° 58′ 24″ westlicher Länge. Die Stadt erstreckt sich über eine Fläche von 3,29 km² und ist die größte Ortschaft innerhalb der Remsen Township. Ein  Teil des Stadtgebiets erstreckt sich bis in die westlich benachbarte Marion Township.
Nachbarorte von Remsen sind Granville (28,3 km nordnordöstlich), Marcus (16 km östlich), Kingsley (27 km südlich), Oyens (8,6 km westlich) und Alton (25,6 km nordnordöstlich).
Die nächstgelegenen größeren Städte sind die Twin Cities in Minnesota (Minneapolis und Saint Paul) (391 km nordöstlich), Rochester in Minnesota (393 km ostnordöstlich), Cedar Rapids (421 km ostsüdöstlich), Iowas Hauptstadt Des Moines (329 km südöstlich), Kansas City in Missouri (507 km südlich), Nebraskas größte Stadt Omaha (220 km in der gleichen Richtung), Sioux City (58 km südsüdwestlich) und South Dakotas größte Stadt Sioux Falls (155 km nordwestlich).

## Verkehr
Der Iowa Highway 3 verläuft in West-Ost-Richtung am südlichen Stadtrand entlang. Der von Nord nach Süd führende Iowa Highway 140 kreuzt den IA 3 am östlichen Stadtrand. Alle weiteren Straßen sind untergeordnete Landstraßen, teils unbefestigte Fahrwege sowie innerörtliche Verbindungsstraßen.
Durch Remsen verläuft in West-Ost-Richtung eine Eisenbahnstrecke der Union Pacific Railroad, die für den Frachtverkehr genutzt wird.
Mit dem Le Mars Municipal Airport befindet sich 20 km westsüdwestlich ein kleiner Flugplatz für die Allgemeine Luftfahrt. Die nächsten Verkehrsflughäfen sind der Des Moines International Airport (341 km südöstlich), das Eppley Airfield in Omaha (213 km südlich), der Sioux Gateway Airport in Sioux City (72 km südwestlich) und der Sioux Falls Regional Airport (147 km nordwestlich).

## Bevölkerung
Nach der Volkszählung im Jahr 2010 lebten in Remsen 1663 Menschen in 645 Haushalten. Die Bevölkerungsdichte betrug 501,5 Einwohner pro Quadratkilometer. In den 645 Haushalten lebten statistisch je 2,5 Personen.
Ethnisch betrachtet bestand die Bevölkerung zu 98,2 Prozent aus Weißen. Unabhängig von der ethnischen Zugehörigkeit waren 1,9 Prozent der Bevölkerung spanischer oder lateinamerikanischer Abstammung.
27,8 Prozent der Bevölkerung waren unter 18 Jahre alt, 51,8 Prozent waren zwischen 18 und 64 und 20,4 Prozent waren 65 Jahre oder älter. 52,6 Prozent der Bevölkerung waren weiblich.
Das mittlere jährliche Einkommen eines Haushalts lag im Jahr 2015 bei 51.339 USD. Das Pro-Kopf-Einkommen betrug 22.326 USD. 5,6 Prozent der Einwohner lebten unterhalb der Armutsgrenze.

## Bekannte Bewohner
- Jared Homan (geb. 1983) – Basketballspieler – geboren in Remsen